# Quatre Jours de Dunkerque 1973
La 19e édition des Quatre Jours de Dunkerque a eu lieu du 8 au 13 mai 1973. La course compte sept étapes, dont un prologue et deux demi-étapes constituées d'une étape raccourcie et d'un contre-la-montre individuel, et porte sur un parcours de 975,4 kilomètres. Le prologue est un contre-la-montre individuel de 4,8 kilomètres disputé à Dunkerque et remporté par le Néerlandais René Pijnen, qui prend la tête du classement général ; la première étape, formant une boucle de 221 kilomètres autour de Dunkerque, l'est par le Belge Marc Demeyer, tandis que le Néerlandais reste leadeur ; la deuxième étape, Saint-Omer - Saint-Quentin en 230 kilomètres, l'est par le Belge Frans Verbeeck, qui conserve la tête du classement général jusqu'à l'avant-dernière étape ; la troisième étape, reliant en 177 kilomètres Saint-Quentin à Valenciennes, l'est par le Belge Willy Planckaert ; la quatrième étape, de Valenciennes à Dunkerque en 205 kilomètres, l'est par son compatriote Englebert Opdebeeck ; la cinquième étape secteur a, reliant Dunkerque à Saint-Omer en 116 kilomètres, l'est par le Français Lucien Aimar ; enfin, le contre-la-montre individuel de 21,6 kilomètres autour de Dunkerque de la cinquième étape secteur b l'est par le Belge Freddy Maertens qui remporte le classement général.

## Étapes
| \| Dunkerque Saint-Omer Saint-Quentin Valenciennes \| Carte des villes accueillant les départs et les arrivées. |
| Dunkerque Saint-Omer Saint-Quentin Valenciennes                                                                 |

L'édition 1973 des Quatre Jours de Dunkerque est divisée en sept étapes réparties sur six jours, le premier est un prologue disputé sous la forme d'un contre-la-montre individuel, le dernier jour comprend deux demi-étapes, dont un contre-la-montre individuel. L'arrivée de la 2e étape et le départ de la 3e étape ont lieu à Saint-Quentin, dans l'Aisne.
| Étape,    | Date   | Villes étapes                |                             | Distance (km) | Vainqueur d’étape   | Leader du classement général |
| --------- | ------ | ---------------------------- | --------------------------- | ------------- | ------------------- | ---------------------------- |
| Prologue  | 8 mai  | Dunkerque - Dunkerque        | Contre-la-montre individuel | 4,8           | René Pijnen         | René Pijnen                  |
| 1re étape | 9 mai  | Dunkerque - Dunkerque        |                             | 221           | Marc Demeyer        | René Pijnen                  |
| 2e étape  | 10 mai | Saint-Omer - Saint-Quentin   |                             | 230           | Frans Verbeeck      | Frans Verbeeck               |
| 3e étape  | 11 mai | Saint-Quentin - Valenciennes |                             | 177           | Willy Planckaert    | Frans Verbeeck               |
| 4e étape  | 12 mai | Valenciennes - Dunkerque     |                             | 205           | Englebert Opdebeeck | Frans Verbeeck               |
| 5ea étape | 13 mai | Dunkerque - Saint-Omer       |                             | 116           | Lucien Aimar        | Frans Verbeeck               |
| 5eb étape | 13 mai | Dunkerque - Dunkerque        | Contre-la-montre individuel | 21,6          | Freddy Maertens     | Freddy Maertens              |

## Classement général
| Classement général final, | Classement général final, | Classement général final, | Classement général final,  | Classement général final, |
|                           | Coureur                   | Pays                      | Équipe                     | Temps                     |
| ------------------------- | ------------------------- | ------------------------- | -------------------------- | ------------------------- |
| 1er                       | Freddy Maertens           | Belgique                  | Flandria-Shimano-Carpenter | en 22 h 54 min 51 s       |
| 2e                        | Frans Verbeeck            | Belgique                  | Watney-Maes                | + 3 s                     |
| 3e                        | Joop Zoetemelk            | Pays-Bas                  | Gitane-Frigecreme          | + 13 s                    |
| 4e                        | Raymond Poulidor          | France                    | Gan-Mercier-Hutchinson     | + 17 s                    |
| 5e                        | René Pijnen               | Pays-Bas                  | Bic                        | + 46 s                    |
| 6e                        | Alain Santy               | France                    | Bic                        | + 49 s                    |
| 7e                        | Régis Ovion               | France                    | Peugeot-Michelin-BP        | + 1 min                   |
| 8e                        | Yves Hézard               | France                    | Sonolor                    | + 1 min 3 s               |
| 9e                        | Daniel Rebillard          | France                    | Flandria-Shimano-Carpenter | + 1 min 33 s              |
| 10e                       | Willy Abbeloos            | Belgique                  | Watney-Maes                | + 3 min 46 s              |
| modifier                  |                           |                           |                            |                           |